# Cerco de Perpignan (1542)
O cerco de Perpignan ocorreu em 1542, em Perpignan, entre um exército francês maior comandado por Henrique, Delfim da França e a guarnição espanhola em Perpignan. Os espanhóis resistiram até a chegada do exército espanhol comandado por Dom Fernando Álvarez de Toledo y Pimentel, duque de Alba, causando a retirada do exército francês. O cerco foi uma das derrotas mais caras de Francisco I da França na ofensiva francesa de 1542.

## Ofensiva francesa de 1542

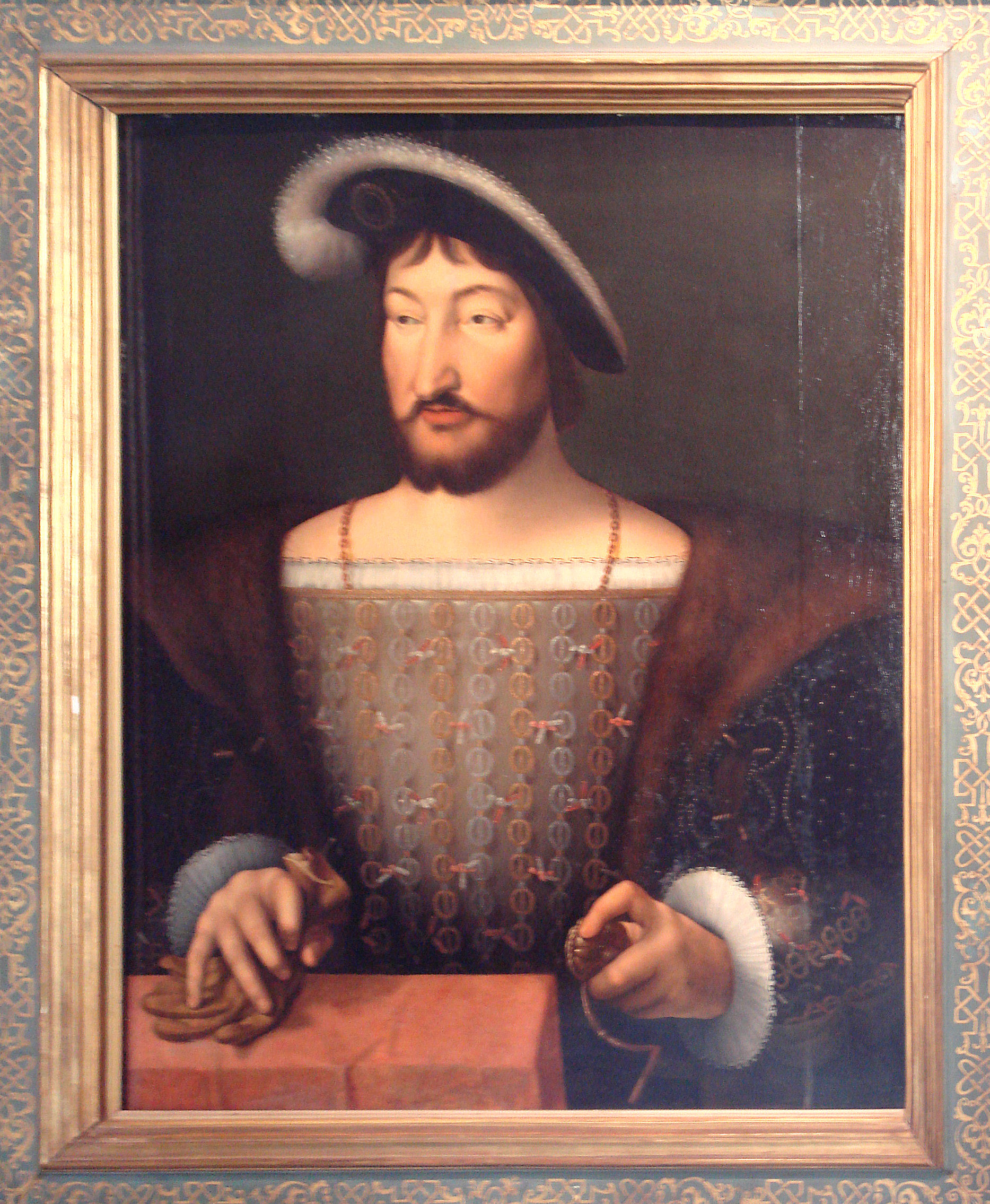
Francisco I da França por Joos van Cleve.

Em junho de 1541, Francisco I, aliado aos Ducados Unidos de Jülich-Cleves-Berg, ao Império Otomano, à Dinamarca e à Suécia, deu uma demonstração do poder à sua disposição, ao chegar com cinco exércitos. Francisco declarou guerra em 12 de julho de 1542, e os franceses lançaram imediatamente uma ofensiva contra Carlos V com esses exércitos. Um deles, comandado por seu filho Carlos, duque de Orleães, foi para Luxemburgo. Outro, liderado pelo filho mais velho de Francisco, Henrique, Delfim da França, marchou para Roussillon em direção às fronteiras da Espanha. O terceiro, comandado pelo marechal Maarten van Rossum marchou sobre Brabante, o quarto sob o duque de Vendôme para a Holanda, e o quinto foi para o Piemonte comandado pelo marechal da França Claude d'Annebault.
O resultado desta nova ofensiva foi outro fracasso para Francisco I. Na Flandres, o exército de Maarten van Rossum, apoiado por um exército alemão sob o comando do duque Guilherme de Jülich-Cleves-Berg, enfrentou uma forte defesa imperial-espanhola de Leuven e Antuérpia. O duque de Orleães atacou Luxemburgo e, entretanto, no Piemonte, o exército francês só conseguiu capturar algumas cidades devido à astúcia de Claude d'Annebault.
No sul da França, em Roussillon, o exército comandado por Henrique, Delfim de França, composto por 40.000 homens, apoiado pelo exército do marechal Claude d'Annebault, sitiou Perpignan, depois de perder um tempo valioso que foi usado pelo imperador Carlos V para fortalecer as cidades de Salses, Fuenterrabía e Perpignan.

## Cerco de Perpignan

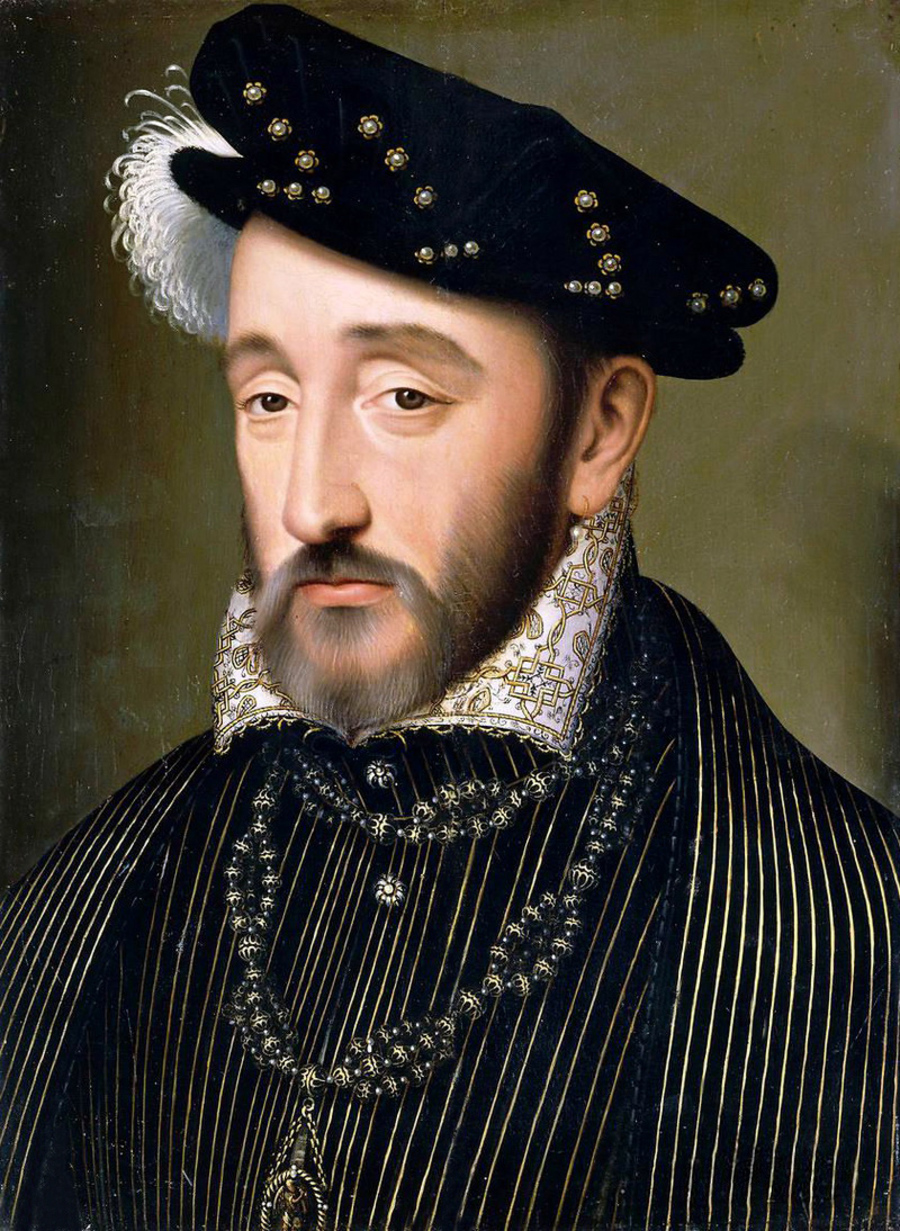
Henrique da França por François Clouet.

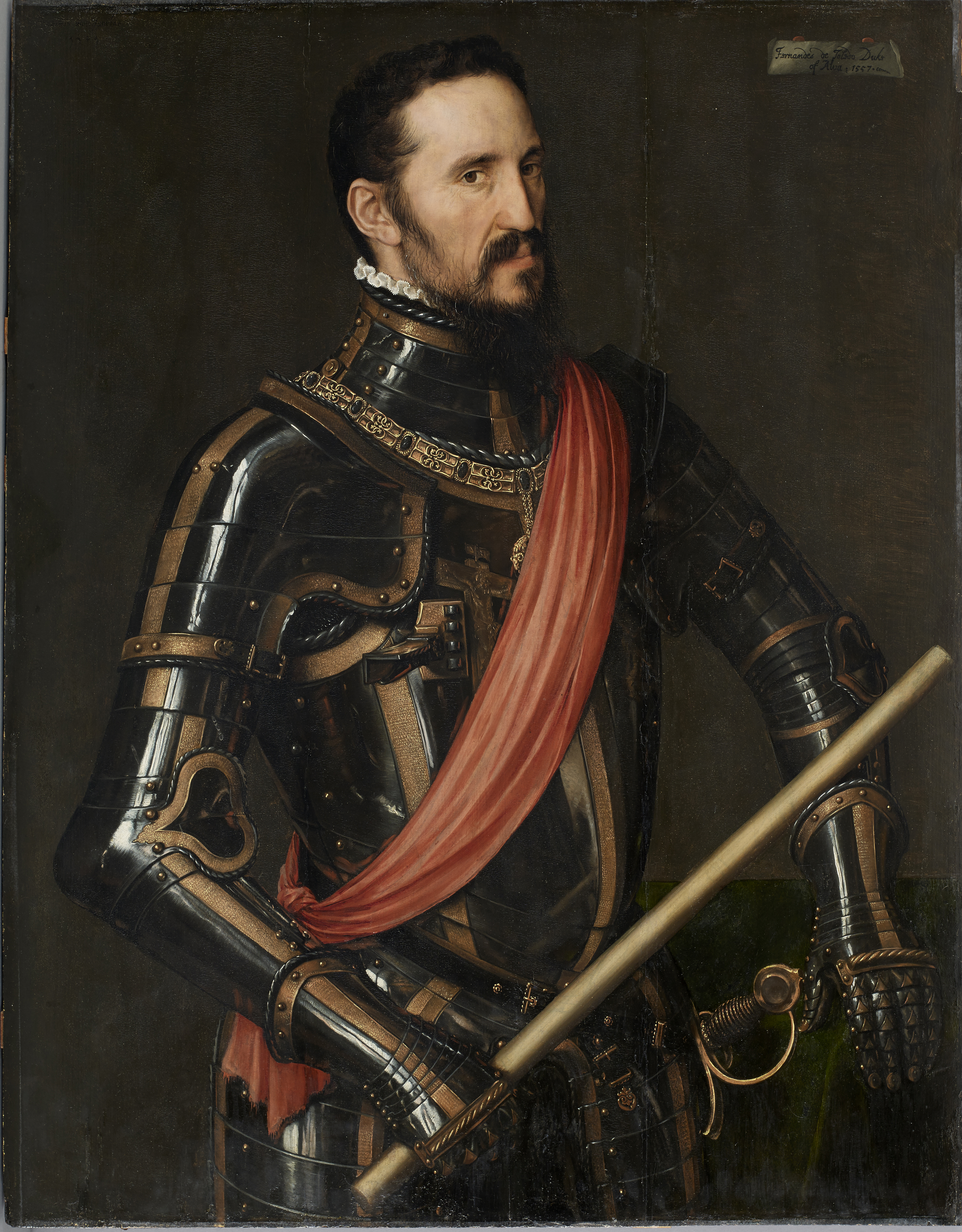
O Duque de Alba por Anthonis Mor.

Perpignan foi reforçada pelo Imperador Carlos V, sendo controlada por vários nobres de Castela e suas tropas e também por várias centenas de soldados espanhóis veteranos.
Henrique, que pensava que seria uma conquista fácil, encontrou forte resistência. Numa jogada inteligente dos espanhóis, os defensores liderados pelos capitães Cervellón e Machichaco, atacaram de surpresa os sitiantes franceses e destruíram a maior parte da sua artilharia pesada, com a qual já tinham começado a danificar as muralhas, causando uma golpe severo para o exército francês.
Depois de muitas dificuldades para os franceses, e sem qualquer esperança de que o Império Otomano os ajudasse, a cidade acabou sendo aliviada pelo exército do Duque de Alba, forçando o comandante francês, o Delfim da França, a levantar o cerco, o que resultou na retirada dos franceses. O cerco causou um grande número de mortos e feridos entre as fileiras francesas, tornando-se um retumbante fracasso.
Foi durante o cerco de Perpignan que o Barbeiro-cirurgião francês Ambroise Paré, acompanhando o exército francês, teve a ideia de uma nova técnica. Durante a batalha, o Marechal de Brissac foi ferido, tendo levado um tiro no ombro. Como a bala era impossível de ser encontrada para extração, Paré teve a ideia de pedir à vítima que se colocasse na posição exata em que estava quando foi baleada. A bala foi então encontrada e removida pelo cirurgião pessoal de Henrique, Nicole Lavernault.

## Consequências
Quando o poder do Imperador parecia quebrado após o desastre africano, Francisco I estava longe de colher os benefícios de um esforço que acabou sendo bastante caro, e não pôde responder com a reputação que havia adquirido em toda a Europa. Os dois monarcas Carlos I da Espanha e Francisco I da França aproveitaram o resto do ano para preparar novas campanhas. Da parte francesa, Francisco I fez todo o possível para obter apoio militar do Império Otomano, persuadindo Solimão, o Magnífico, a regressar à Hungria e atacar as possessões de Carlos, enquanto o almirante otomano, Hayreddin Barbarossa, atacava as costas espanhola e italiana.
Na Europa, os franceses, sob o comando de Antônio de Bourbon, duque de Vendôme, capturaram Lillers em abril e o Marechal Claude d'Annebault tomou Landrecies. Guilherme de Jülich-Cleves-Berg invadiu Brabante, e a luta começou em Artois e Hainaut. O rei Francisco parou inexplicavelmente com o seu exército perto de Reims. No entanto, Carlos atacou Guilherme, invadindo o Ducado de Jülich e capturando Düren. O duque de Orleães capturou Luxemburgo em 10 de setembro, mas a conquista francesa foi inútil e Luxemburgo foi recapturado pelas tropas imperiais sob o comando do Príncipe de Orange. O Duque de Jülich-Cleves-Berg rendeu-se em 7 de setembro, assinando o Tratado de Venlo com o Imperador.